# Hidalgo: La historia jamás contada
Hidalgo: La historia jamás contada és una pel·lícula mexicana de 2010 dirigida per Antonio Serrano Argüelles. Sobre la vida amorosa de Miguel Hidalgo y Costilla, abans de la seva participació en la Guerra d'Independència de Mèxic., Van ser els imminents festejos del Bicentenari de la independència mexicana els que van inspirar a Serrano a realitzar la pel·lícula, la qual es va estrenar en la Ciutat de Mèxic el 16 de setembre de 2010, l'endemà dels festejos pel Bicentenari.

## Argument
Chihuahua (ciutat), 1811. Després de ser arrestat a Acatita de Baján per les forces reialistes, per després ser degradat de la seva condició sacerdotal i expulsat de l'Església, Miguel Hidalgo y Costilla llangueix en una cel·la d'un ex-col·legi dels jesuïtes. Allí comença a recordar els seus anys de joventut.
Després de ser rector del Col·legi de San Nicolás Obispo, i com a càstig per les seves idees progressistes, Hidalgo és obligat a abandonar a la seva dona i fills i és enviat per l'autoritat eclesiàstica a un petit poble: San Felipe Torres Mochas. Però la transició no serà gens fàcil, perquè fins i tot fins a aquell recòndit lloc, la seva fama de bevedor, faldiller, xerraire i liberal el precedeix i li guanya alguns enemics entre la facció més tradicional i puritana de la localitat.

## Repartiment
- Demian Bichir com Miguel Hidalgo y Costilla.
- Ana de la Reguera com Josefa Quintana.
- Cecilia Suárez com Amadita.
- Miguel Rodarte com José Santos Villa.
- Flavio Medina com José Mariano de Abasolo.
- Carolina Politti com Isabel Berenguer.
- Andrés Palacios com José María Morelos y Pavón.
- Juan Carlos Colombo com Bisbe.
- Plutarco Haza com captiu espanyol
- Odiseo Bichir com Pare Urquiza.
- Raúl Mendéz com Ignacio Allende.
- Marco Antonio Treviño com Manuel Abad y Queipo.
- Silvia Eugenia Derbéz com Manuela Pichardo.
- Néstor Rodulfo com Marroquín.
- Pablo Viña com Ángel Abella.
- Juan Ignacio Aranda com José.
- Antonio Gaona com López.
- Yurem Rojas como Hidalgo (14 anys).
- Beatriz Cecilia com Comtessa de Salazar.
- Mar Saura com Marquesa de Villavicencio.
- Ilse Salas com María Vicenta.
- Aminta Ireta com Agustina.

## Producció
El lloc web d'El Informador va informar que la pel·lícula va haver de recórrer els estats de Guanajuato, San Luis Potosí i Michoacán. En aquesta última ciutat, el govern va fer costat a la pel·lícula en l'eliminació dels pals i la clausura dels carrers perquè representés millor el segle xix.
L'art de Hidalgo: La historia jamás contada va ser la responsabilitat de Brigitte Broch, guanyadora de l'Oscar pel seu treball a Moulin Rouge!. L'àlbum va ser produït per Astillero Films i és el guanyador del projecte del Bicentenari de CONACULTA.
L'actriu Ana de la Reguera va dir que: "M'agrada demostrar que (Hidalgo) era un home com qualsevol altre, tenia les seves febleses i li agradaven les dones." Demián Bichir va guanyar el Colon de Plata al millor actor al Festival de Cinema Iberoamericà de Huelva pel seu retrat del sacerdot.

### Taquilla
El diari mexicà El Economista va publicar en el seu lloc web, la pel·lícula dirigida per Antonio Serrano va recollir 500 exemplars en la República Mexicana, és a dir, si es té en compte es poden demostrar en més d'una habitació. El president del 20th Century Fox, Eduardo Echevarría, va dir que: "Estem parlant d'un dels majors llançaments de tots els temps quant al nombre d'exemplars, amb una campanya forta per darrere" i és la història del capellà Hidalgo que va dir "que la gent no ho sap."

## Música
La banda sonora de la pel·lícula va ser composta per Alejandro Giacomán, i als LIII edició dels Premis Ariel va obtenir el Premi Ariel 2010 a la millor música.

## Seqüela
En 2012 va ser estrenada una seqüela també produïda per Antonio Serrano, anomenada Morelos, en la qual José María Morelos presa el protagonisme.